# Geotrupes impressus
Geotrupes impressus is een keversoort uit de familie mesttorren (Geotrupidae). De wetenschappelijke naam van de soort werd in 1841 gepubliceerd door Gebler.